# Clément Davy
Clément Davy (17 juli 1998, Hyères) is een Frans weg- en baanwielrenner die sinds anno 2022 voor Groupama-FDJ uitkomt.

## Carrière
Davy maakte deel uit van de ploeg die in 2017 het Frans kampioenschap ploegenachtervolging won.
In het najaar van 2018 mocht hij een half jaar stage lopen bij Groupama-FDJ, waarna hij vanaf 2019 uit kwam voor de opleidingsploeg Groupama–FDJ Continental. In 2021 maakte hij de overstap naar het World Tour team.

## Palmares

### Wegwielrennen
2016
 Frans kampioenschap tijdrijden, Junioren

#### Resultaten in voornaamste wedstrijden
| Jaar | Ronde van Italië | Ronde van Frankrijk | Ronde van Spanje |
| ---- | ---------------- | ------------------- | ---------------- |
| 2021 |                  |                     |                  |
| 2022 | 144e             |                     |                  |
| 2023 |                  |                     | 135e             |
| 2024 | opgave           |                     |                  |
| 2025 | 137e             |                     |                  |

| Jaar | Milaan-San Remo | Parijs-Roubaix | Clásica San Sebastián | Parijs-Tours |
| ---- | --------------- | -------------- | --------------------- | ------------ |
| 2021 | 162e            | 35e            | opgave                |              |
| 2022 | 150e            | opgave         |                       | 86e          |
| 2023 |                 |                |                       |              |
| 2024 |                 | 90e            |                       |              |
| 2025 |                 |                |                       |              |

### Baanwielrennen
| Jaar  | FK                             | EK    | WK                | Overig                |
| Elite | Elite                          | Elite | Elite             | Elite                 |
| ----- | ------------------------------ | ----- | ----------------- | --------------------- |
| 2017  | ploegenachtervolging · scratch |       |                   |                       |
| 2018  |                                |       |                   |                       |
| 2019  |                                |       | 15e achtervolging | WB Hong-Kong: scratch |

## Ploegen
- 2018 –  Groupama-FDJ (stagiair  vanaf 1 augustus)
- 2019 –  Groupama–FDJ Continental
- 2020 –  Groupama–FDJ Continental
- 2020 – →  Groupama-FDJ (stagiair  vanaf 1 augustus)
- 2021 –  Groupama-FDJ
- 2022 –  Groupama-FDJ
- 2023 –  Groupama-FDJ
- 2024 –  Groupama-FDJ
- 2025 –  Groupama-FDJ

Armirail · Bonnet · Brunel · Delage · Démare · Duchesne · Frankiny · Gaudu · Geniets · Guarnieri · Gugliemi · Konovalovas · Küng   · Ladagnous · Le Gac · Lienhard · Ludvigsson · Madouas · Molard · Pinot · Reichenbach · Roux · Sarreau · Scotson · Seigle · Sinkeldam · Thomas · Vincent · Davy (stagiair) · Stewart (stagiair)
Armirail · Badilatti · van den Berg · Bonnet · Brunel · Davy · Delage · Démare · Duchesne · Gaudu · Geniets · Guarnieri · Gugliemi · Konovalovas · Küng     · Ladagnous · Le Gac · Lienhard · Ludvigsson · Madouas · Molard · Pinot · Reichenbach · Roux · Scotson · Seigle · Sinkeldam · Stewart · Thomas · Valter
Armirail · Askey · Badilatti · Davy · Démare · Duchesne · Gaudu · Geniets · Guarnieri · Konovalovas · Küng   · Ladagnous · Le Gac · Lienhard · Ludvigsson · Madouas · Molard · Pacher · Penhoët (vanaf 1/8) · Pinot · Reichenbach · Roux · Scotson · Sinkeldam · Stewart · Storer · Valter · van den Berg · Welten
Armirail · Askey · Davy · Démare (tot 31/7) · Gaudu · Geniets · Germani · Grégoire · Konovalovas · Küng · Ladagnous · Le Gac · Lienhard · Madouas · Martinez · Molard · Pacher · Paleni · Penhoët · Pinot · Pithie · Scotson · Stewart · Storer · Thompson · van den Berg · Watson · Welten
Askey · Barthe · Bystrøm · Davy · Gaudu · Geniets · Germani · Grégoire · Gruel (vanaf 1/3) · Konovalovas · Küng · Le Gac · Le Huitouze · Lienhard · Madouas · Martinez · Molard · Pacher · Paleni · Penhoët · Pithie · Rochas · Russo · Sarreau · Thompson · van den Berg · Walls · Watson